# Клюки (Лодзко войводство)
Клю̀ки (на полски: Kluki) е село в Централна Полша, Лодзко войводство, Белхатовски окръг. Административен център на Община Клюки. Според Полската статистическа служба към 31 декември 2009 г. селото има 1024 жители.

## Местоположение
Разположено е край републикански път , на около 67 km югозападно от войводския център Лодз.

## Забележителности
В Регистъра за недвижимите паметници на Националния институт за наследството е вписан:
- Господарски парк от XVII в.